# 瓦伦蒂娜·切尔诺亚
瓦伦蒂娜·切尔诺亚（義大利語：Valentina Cernoia；1991年6月22日—），意大利女子足球运动员，司职中场，目前效力于国际米兰足球俱乐部和意大利国家女子足球队。她曾代表意大利参加2022年欧洲女子足球锦标赛和2023年国际足联女子世界杯等多场国际赛事。